# جانوس بيتر
جانوس بيتر (بالمجرية: Péter János)‏ هو دبلوماسي وسياسي مجري، ولد في 28 أكتوبر 1910 في المجر، وتوفي في 26 فبراير 1999 في بودابست في المجر. حزبياً، نشط في حزب العمال الاشتراكي المجري. وقد انتخب عضو الجمعية الوطنية المجرية.